# ونترل، الپس دو هوت پرونک
ونترل، الپس دو هوت پرونک (به فرانسوی: Venterol, Alpes-de-Haute-Provence) یک کمون در فرانسه است که در Canton of Turriers واقع شده‌است.

## خصوصیات
ونترل ۲۲٫۷۵ کیلومترمربع مساحت و ۲۲۹ نفر جمعیت دارد و ۱٬۰۰۰ متر بالاتر از سطح دریا واقع شده‌است.